# Phylactella mediterranea
Phylactella mediterranea är en mossdjursart som beskrevs av Rosso 2004. Phylactella mediterranea ingår i släktet Phylactella och familjen Smittinidae. Inga underarter finns listade i Catalogue of Life.